# Ching Ling Foo

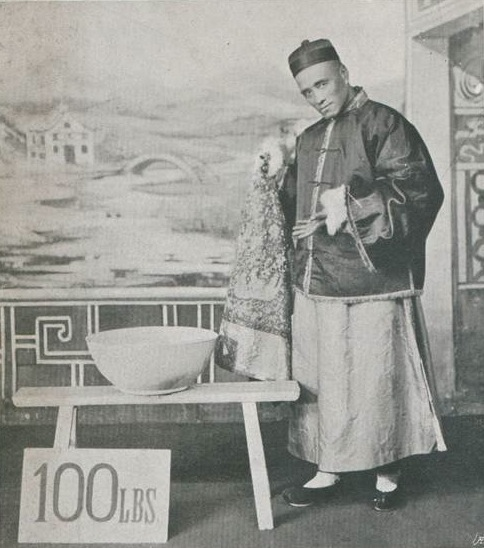
Postkarte mit Ching Ling Foo

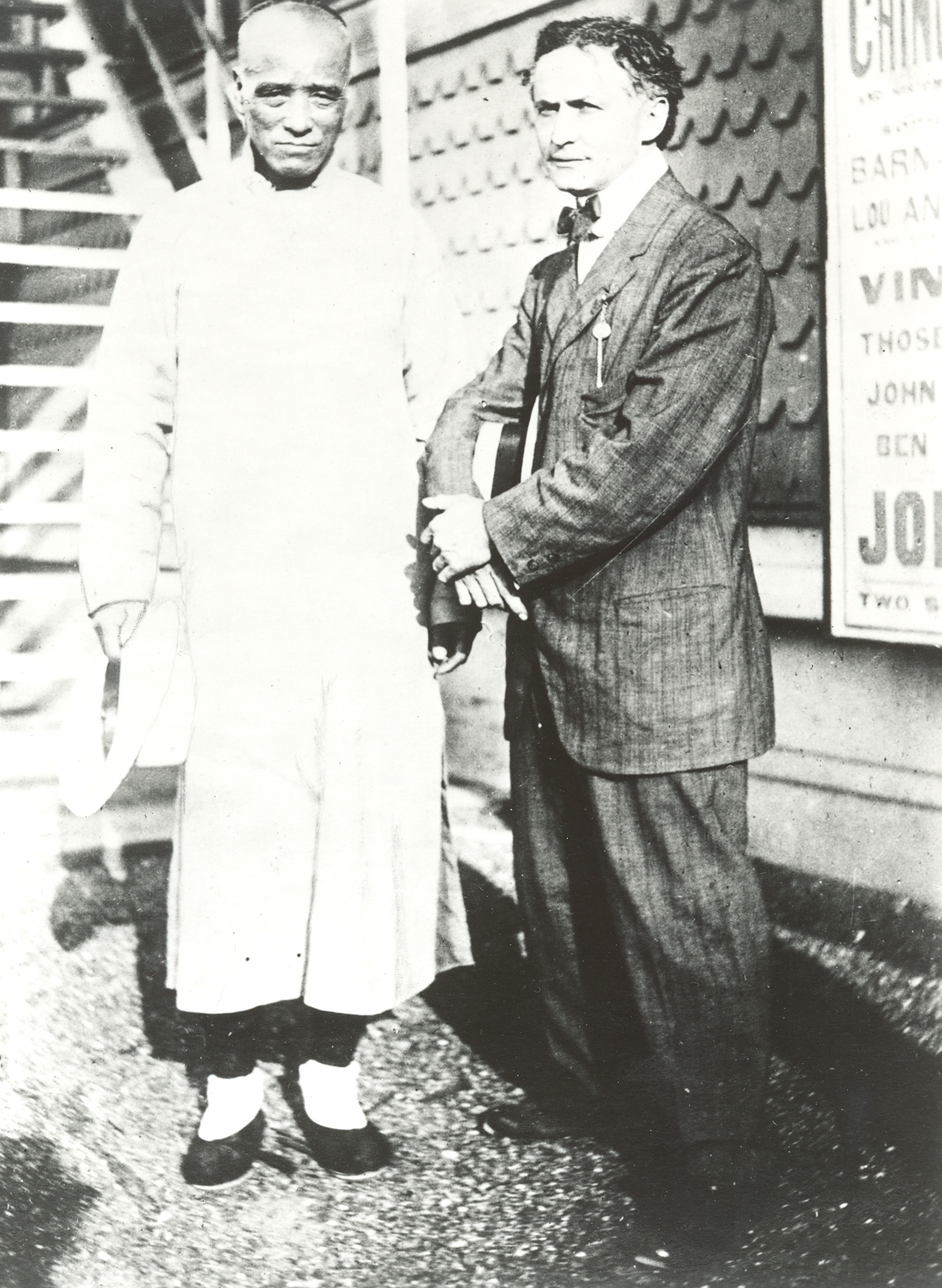
Ching Ling Foo mit Harry Houdini

Ching Ling Foo (eigentlich Chee Ling Qua; * 1854 in Peking; † 1922) war ein chinesischer Jongleur und Zauberkünstler. 
Im Alter von 16 Jahren begann er chinesische Zauberei zu studieren. In Peking wurde er zum Hofzauberer ernannt. 1898 ging er mit seiner Show in die USA, wo er drei Jahre blieb. Hier begann William E. Robinson seine Show nachzuahmen, womit eine Rivalität zwischen beiden entstand. Danach reiste er durch Europa und kehrte nach China zurück. 1914 ging er nochmals in die USA.